# Против двоструке уцене (књига)
Против двоструке уцене је књига словеначког филозофа Славоја Жижека, објављена 2015. године.
Српско издање објавила је издавачка кућа "Лагуна" из Београда 2016. године у преводу Душана Маљковића.

## О аутору
Славој Жижек, словеначки филозоф, рођен је у Љубљани 1949. године. Докторат је стекао из филозофије на Универзитету у Љубљани, а психоанализу је студирао на Универзитету Париз VIII. Тренутно ради као истраживач на Социолошком институту Универзитета у Љубљани, директор је Биркбековог института за друштвене науке у Лондону и професор филозофије и психоанализе на престижној European Graduate School. Од 2005. године члан је Словеначке академије наука и уметности. Написао је више од стотину књига из области политичке теорије, филмске теорије, културних студија и психоанализе и један је од најплоднијих филозофских писаца данашњице.

## О делу
Књига Против двоструке уцене говори о избеглицама, тероризму и другим невољама са ближњима. Аутор износи став да је Европска унија на прекретници и поставља питање да ли је могуће очувати европске вредности и европски начин живота у заједници која избеглице види као претњу. Као и то да је терористички напади и избегличка криза стављају пред дилему: да ли широм отворити врата избеглицама или срушити сваки прилаз европским државама, тј. земљама Европске уније. Аутор износи да су оба решења лоша и да представљају исту идеолошку уцену. По његовом мишљењу исламски тероризам и таласи миграције нису политички мотивисани већ су симптом глобалног капитализма и последица нове класне борбе. И једини начин да се у корену реше проблеми са којима се данас суочава Европа, инсистирање на њеном редефинисању.
Жижек сматра да нећемо овај проблем превазићи доброчинством и толеранцијом. Износи даље да апсолутно морамо да бранимо западне вредности и да се у том циљу ослободимо нереалног размишљања о емпатији и да се реално суочимо са страним културама како бисмо могли да коегзистирамо са њима. Исто тако морамо искоренити економске разлоге за токове избеглица и терора - чак и уз помоћ нове комунистичке утопије. Као грађани Европе имамо право да се боримо за западни начин живота и европске вредности, али немамо право да делимо свет на делиоце и искључене.